# Matti Repo

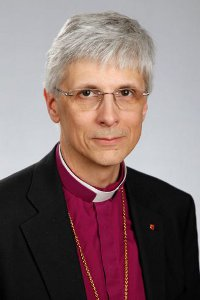
Matti Repo

Matti Repo (* 7. März 1959 in Mikkeli, Finnland) ist Bischof des Bistums Tampere in der Evangelisch-Lutherischen Kirche Finnlands.

## Leben
Repo studierte nach seiner Schulzeit evangelische Theologie in Finnland und wurde mit einer Studie über Johann Arndt zum Doktor der Theologie promoviert. In der Kirchengemeinde Messukylä, Tammerfors war Repo von 1985 bis 2002 als Pastor tätig. Anschließend war er in der zentralen Kirchenverwaltung für theologische Grundfragen und Ökumene zuständig. Ab 2002 bis zu seinem Amtsantritt war Repo als Sekretär für theologische Angelegenheiten der Abteilung für Auswärtiges der Kirchenverwaltung. Jahr 2008 wurde Repo zum Bischof des Bistums Tampere gewählt und geweiht.